# Punkt bez paralaksy
Punkt bez paralaksy (NPP) – punkt, wokół którego obracając obiektyw unikamy zniekształceń paralaksy, czyli wzajemnego przesunięcia na kolejnych zdjęciach przedmiotów pierwszego i drugiego planu.
Leży on na przecięciu źrenicy wejściowej z osią optyczną obiektywu i pokrywa się ze środkiem perspektywy. Nie pokrywa się z punktem węzłowym dla soczewki grubej i obiektywów z wyjątkiem obiektywu otworkowego.
Przy składaniu panoram, dla uniknięcia błędów paralaksy, osie obrotu głowicy panoramicznej powinny przechodzić przez punkt bez paralaksy.

## Terminologia
W fotografii panoramicznej często używa się zamiast punktu bez paralaksy terminu źrenica wejściowa, rozumiejąc go jako środek źrenicy wejściowej. Błędnie używane są nazwy punkt węzłowy i punkt nodalny mające inne znaczenie i położenie.